# Sexmo de La Sierra
El Sexmo de La Sierra fue una división administrativa medieval española que comprendía una parte del término rural dependiente de la Comunidad de villa y tierra de Almazán.
Los sexmos fueron una división administrativa circunstancial que, en un principio, equivalían a la sexta parte de un territorio determinado, aunque posteriormente el número de sexmos podía aumentar o disminuir como ocurre en la Tierra de Almazán, dividida en dos sexmos: Cobertelada y La Sierra.

## Lugares que comprendía
| - Viana de Duero. - Soliedra. - Borjabad. - Valdespina (Borjabad). - Algarabel (despoblado, Villalba). - Baniel (despoblado, Viana de Duero). - Perdices (Viana de Duero). | - La Milana (Viana de Duero). - Nepas. - Almonacid. - Nolay. - Alentisque. - Escobosa de Almazán. | - Valdemora (Escobosa de Almazán). - Velilla de los Ajos. - Neguillas (Coscurita). - Maján. - Matamala de Almazán. - Monteagudo de las Vicarías. | - Fuentelmonge. - Chércoles (Almaluez). - Moñux (Viana de Duero). - Barca. - Velacha (Borjabad). - Tejado. |  |

La Vicaría de Monteagudo formada por la villa de Monteagudo de las Vicarías, Chércoles y Fuentelmonge estaba incluida en la Tierra de Almazán por pertenecer a los Hurtado de Mendoza, sin embargo tenía cierta independencia territorial ya que era una de las históricas Vicarías. En el censo de Floridablanca aparece como Partido de Monteagudo formando parte de la Intendencia de Soria,. En el mismo censo, las villas de Moñux, Barca y Tejado eran villas eximidas.